# ポール・モートン
ポール・モートン（Paul Morton, 1857年5月22日 - 1911年2月19日）は、アメリカ合衆国の政治家、実業家。1904年から1905年まで第36代アメリカ合衆国海軍長官を務めた。

## 生涯
1857年、モートンはミシガン州デトロイトで生まれた。モートンはネブラスカシティにおいて父親の設立した学校で学び、そこで成長した。
1875年、モートンはイリノイ州シカゴに移り住み、シカゴ・バーリントン・アンド・クインシー鉄道に就職した。モートンは一般貨物取扱の部門で働いた。その後モートンはアッチソン・トピカ・アンド・サンタフェ鉄道に移り、最終的に副社長となった。モートンは金本位制を支持する民主党の党員であったが、1900年に共和党に移った。
1904年6月、モートンは共和党内における厚い人脈と経済界における事業の成功が評価され、セオドア・ルーズベルト大統領によって海軍長官に指名された。この指名は、ルーズベルト大統領が前任の海軍長官ウィリアム・ヘンリー・ムーディのポストを司法長官に移したことに伴う、突然のものであった。モートンは合衆国海軍の事務についてほとんど何も知らない状態であったが、同年12月4日にモートンは上院の承認を受けた。
1905年2月、州際通商委員会はモートンがコロラド燃料鉄鋼社の社長として不正行為を働いたとして、司法省に調査を要求した。モートンは訴追を免れたものの、マスメディアから強い非難を浴び、同年7月に辞職に追い込まれた。その後1909年、モートンは海軍の再編成を目的としたムーディ委員会の副議長を任され、体面を維持した。
1911年、モートンはニューヨーク市において突然死した。モートンの遺体は同市ブロンクス区のウッドロウ墓地に埋葬された。

## 家族
- 父親: ジュリアス・スターリング・モートン (Julius Sterling Morton, 1832-1902) - 第3代アメリカ合衆国農務長官
- 母親: カロライン・ジョイ (Caroline Joy, 1833-1881)

- 妻: ロッティー・シャーロット・グッドリッジ (Lottie Charlotte Goodridge, 1860-????)
  - 結婚: 1880年10月13日、イリノイ州シカゴにて

- 子供:
  - カロライン・モートン (Caroline Morton, ????-????)
  - ドナルド・モートン (Donald Morton, ????-????)
  - ポウリン・ジョイ・モーロン (Pauline Joy Morton, 1887-1955)